# Hollywoods satan
Hollywoods satan (originaltitel: The Lost Squadron) är en amerikansk satirisk actiondramafilm från 1932. Filmen innehåller en del spektakulära flygavsnitt, som huvudansvarig för alla stuntflygningar anlitades stuntpiloten Dick Grace.

## Handling
Tre tidigare stridspiloter från världskriget arbetar som stuntflygare i Hollywood för den halvgalne filmregissören Arthur von Furst (Erich von Stroheim). Han uppdagar att en av stuntflygarna "Gibby" (Richard Dix) har en relation med hans fru. Svartsjukan får honom att manipulera med linorna till rodren i det flygplan "Gibby" ska använda, ödet gör att det blir en annan av de tre stuntflygarna som använder flygplanet.

## Rollista (i urval)
- Richard Dix - Capt. "Gibby" Gibson
- Mary Astor - Follette Marsh
- Robert Armstrong - Lt. "Woody" Curwood
- Dorothy Jordan - "Pest" Curwood
- Joel McCrea - "Red"
- Erich von Stroheim -  Arthur von Furst
- Hugh Herbert -  Sgt. Fritz
- Ralph Ince - Det. Jettick
- Marjorie Peterson - Stenographer
- Ralph Lewis - Joe
- William B. Davidson - Lelewer